# Antitrombotik
Ántitrombótik je zdravilo ali učinkovina, ki preprečuje nastanek krvnih strdkov (trombov) v krvnih obtočilih.

## Uporaba
Antitrombotiki se uporabljajo za preprečevanje in zdravljenje tromboze ter njenih posledic, kot so npr. možganska kap, srčna kap in pljučni embolizem.

## Predstavniki
Obstajajo tri skupine antitrombotičnih učinkovin:
- antikoagulanti – preprečujejo strjevanje krvi, tako da zavirajo tvorbo fibrina ter nastanek strdka in njegovo rast
  - zaviralci vitamina K (kumarini z glavnimi predstavniki varfarinom, acenokumarolom, fenprokumonom in etilbiskumacetatom)
  - heparinska skupina (heparin, dalteparin ...)[5]
  - zaviralci trombina (npr. argatroban)
- antiagregacijske učinkovine – preprečujejo strjevanje krvi, tako da zavrejo zlepljanje krvnih ploščic (trombocitov), npr. acetilsalicilna kislina, dipiridamol in abciksimab;
- fibrinolitiki – razgrajujejo že nastale fibrinske strdke (alteplaza, streptokinaza).